# I due volti dell'amore
I due volti dell'amore (Amor sagrado) è una telenovela italo-argentina. 
In Italia la telenovela è stata trasmessa da Rete 4 nel 1997, ed è stata replicata da Vero Capri dal 27 aprile al 21 luglio 2014.

## Trama
La telenovela si apre in un momento delicatissimo: Angelica prende i voti e diventa suora a tutti gli effetti. Proprio in quel momento, il suo pensiero va a sua sorella gemella, Eva, dalla quale è separata ormai da tanto tempo. Tra le due donne c'è un antico rancore, che risale agli anni della giovinezza: Eva era promessa sposa a Gioacchino, un ragazzo di buoni sentimenti. Angelica aveva tentato di rubarle il fidanzato solo per farle un dispetto: infatti la ragazza era invidiosa dell'amore spontaneo che sua sorella riusciva a suscitare in chiunque incontrasse, grazie al suo carattere mite e alla sua grazia innata. Gioacchino, in seguito, aveva perso letteralmente la testa per l'anima viva e indomabile di Angelica e aveva finito col tradire la sua legittima fidanzata. Il giovane, perdutamente innamorato, volle sciogliere il fidanzamento e sposare Angelica: quest'ultima, non essendo affatto innamorata di lui, aveva rifiutato, spezzandogli il cuore. Gioacchino si era poi arruolato volontario nella guerra di Cuba e aveva perso la vita in combattimento. La madre di Gioacchino, affranta, incolpò Angelica di aver rovinato suo figlio e di averlo indotto alla morte. Angelica, profondamente sconvolta dalla notizia della morte del giovane, fuggì allora di casa in una notte di tormenta chiedendo asilo in un convento. Di lì a poco, la ragazza aveva incontrato la misericordia di Dio decidendo di rimanere con le sorelle per diventare una di loro.
Nonostante siano trascorsi tanti anni, Eva non riesce a perdonare Angelica. Essendo ormai morti entrambi i genitori ed essendo economicamente caduta in disgrazia, Eva vive ora come un'umile contadina, costretta a lavorare la terra e a svolgere ogni attività da sola. La sua sola compagnia è Amelia, una donna matura, che vive in una grande proprietà terriera nei dintorni. A Buenos Aires, intanto, Simone, figlio di Amelia, vive un matrimonio infelice con Virginia, una donna arida, viziata, lussuriosa. Appresa la notizia sconvolgente del suicidio di suo padre a causa dei debiti di gioco contratti con Alessandro Renzi, Simone decide di vendicare suo padre, tentando di uccidere lo stesso Renzi.
Fortunatamente il misfatto non si compie, e Simone cerca conforto in sua moglie. Virginia, però, non è affatto intenzionata a rinunciare a una crociera organizzata da tempo e decide di partire, lasciando solo il marito. Simone le dice addio, avvertendola che per lui il matrimonio è finito. L'uomo va poi alla tenuta, da sua madre Amelia, e lì incontra Eva. La grazia semplice e matura della donna lo accarezza, facendogli dimenticare il dolore. Il transatlantico su cui viaggiava Virginia affonda e la notizia raggiunge Simone, il quale comprende di essere ora libero e di potersi rifare una vita. L'uomo inizia a corteggiare Eva. I due si innamorano, si sposano e generano un figlio, chiamato Gioacchino in onore del defunto ragazzo. Virginia, nel frattempo, fa ritorno a casa. La donna nasconde un segreto: la sua crociera era uno specchio per le allodole. La donna è stata in realtà in Francia per sottoporsi a un trattamento doloroso per curare la sua sterilità: nonostante tutto, lei ama Simone e vuole dargli un figlio. E quindi non è affatto morta, non essendo mai salita su quel transatlantico. Quando ricompare dal nulla, Virginia sconvolge tutti i piani di Simone. Avendo saputo della nuova vita del marito, la donna decide di fare fuori la rivale: invia dei sicari alla tenuta, con l'ordine di appiccare un incendio e di uccidere tutti, eccetto il bambino. Eva riesce a fuggire, ma viene creduta morta. Amelia sopravvive, ma in stato di shock ha perso l'uso della parola e delle gambe e non può raccontare a nessuno che Eva è viva. Il piccolo Gioacchino viene adottato da Virginia, che gli fa da madre, trattandolo però sempre come un piccolo bastardo.
Virginia riesce a far accusare Eva di tentato omicidio, scaricando su di lei la colpa di aver appiccato l'incendio. Eva viene ritrovata e imprigionata, ma ormai la donna dà segni di squilibrio mentale, a causa della perdita di suo figlio. Eva viene rinchiusa in manicomio. Angelica prega affinché la sorella possa guarire. Passano cinque anni. Eva in manicomio stringe amicizia con un'altra internata, Sara. Le due progettano una fuga, ma Sara rimane uccisa. Eva viene portata in salvo da Alessandro Renzi, nemico giurato di Simone. Il corpo di Sara viene scambiato per quello di Eva: la donna viene data per morta. Dopo aver ritrovato se stessa nella casa da gioco di Renzi, Eva scopre che suo figlio è vivo e che sta bene; allora contatta Angelica e le chiede di prendersi cura di lui. Angelica entra in casa di Simone e Virginia come istitutrice, scatenando un turbamento senza fine nell'uomo che in lei rivede la sua amata perduta (Simone non sapeva che Eva avesse una sorella).
Intanto Renzi si innamora di Eva e riesce finalmente a superare l'amarezza della prima vedovanza, che lo aveva reso cinico e spietato. Simone cerca di conquistare Angelica: la suora è tentata, ma non vuole nuovamente tradire sua sorella. Scoppia un'epidemia di peste. Al convento giungono malati da ogni dove, in cerca di assistenza. Angelica decide di dedicarsi ai malati e Simone, per non lasciarla, vuole seguirla in questa missione. La vicinanza data dal lavoro fianco a fianco rende la resistenza di Angelica ancora più dura. Riuscirà Eva a tornare da suo marito e suo figlio? E Angelica saprà tenere fede alla promessa fatta a sua sorella? Il lieto fine è assicurato, ma non prima che Virginia abbia tentato ogni mossa per osteggiare Eva.
Virginia si accorge che Simone non può dimenticare Eva e ne risente sempre di più a livello psicologico, fino a sprofondare nel delirio. Quando Eva, travestita da suora, cerca di avvicinarsi a suo figlio, fingendosi Angelica, Simone tenta di baciarla. Eva capisce che la “storia si sta ripetendo”, senza immaginare che in realtà Angelica si è sempre negata alla seduzione dell'uomo. Virginia rivela, in un momento di delirio, tutta la verità sui suoi misfatti, ma anche sulle sofferenze dovute alla sterilità. Angelica chiede perdono a Eva, giurandole di non aver mai nemmeno sfiorato Simone. Eva ritrova suo marito e suo figlio e finalmente perdona Angelica.
Adesso è Angelica la sola a non aver trovato pace, pur avendo ricevuto il perdono di sua sorella e avendo sciolto quel “nodo”, la suora deve dimenticare il suo amore per Simone: per farlo, si chiude in un voto di silenzio e solitudine.

## Sigla
Il brano musicale che accompagna la sigla iniziale della Telenovela è stato composto da Stephen Schlaks.